# Бренда Ваккаро
Бренда Буелл Ваккаро (англ. Brenda Vaccaro, нар. 18 листопада 1939) — американська акторка.

## Життєпис
Народилася в Брукліні 18 листопада 1939 року в сім'ї італійців Крістіни Павії та Маріо Ваккаро, які були власниками ресторанів італійської кухні. Дитинство пройшло в Далласі, де батьки відкрили свій перший ресторан. У 1958 році Бренда закінчила середню школу і повернулася до Нью-Йорка, щоб здобути акторську освіту. У 1961 році дебютувала на Бродвеї у постановці «Всі люблять опал», за роль якої була удостоєна «Світової театральної нагороди».
У Бренди Ваккаро також були ролі у бродвейських п'єсах «Квітка кактуса», «До побачення, люди», «Непарна пара», «Жінки Джейка» та деяких інших. За свою акторську кар'єру тричі номінувалася на премію Тоні.
У 1969 році Ваккарро стала номінанткою на премію «Золотий глобус» за роль у фільмі «Опівнічний ковбой», де знімалася разом із Дастіном Гоффманом та Джоном Войтом. За роль в екранізації твору Жаклін Сьюзан «Одного разу мало» у 1975 році Ваккаро була номінована на «Оскар» та удостоїлася Золотого глобуса за найкращу жіночу роль другого плану. Вона також знялася в фільмах Аеропорт 77 (1977), Козеріг один (1978), Супердівчина (1984), Вода (1985), Любовна історія (1994), У дзеркала два обличчя (1996).
Крім театру та кіно, Ваккаро багато знімається і на телебаченні. Виконувала ролі у багатьох телесеріалах, серед яких «Захисники», «Вулиці Сан-Франциско», «Човник кохання», «Вона написала вбивство», «Золоті дівчата», «Друзі», «Еллі Макбіл» та «Частини тіла». 1973 року стала володаркою премії «Еммі» за роль у комедійному вар'єте «Форма речей».
Ваккаро тричі була у шлюбі, з 1986 року одружена з Гаєм Гектором.

## Вибрана фільмографія
- Опівнічний ковбой (1969) — Ширлі
- Одного разу мало (1975) — Лінда Ріггс
- Аеропорт '77 (1977) — Іа Клейтон
- Козеріг один (1978) — Кей Брюбейкер
- Перший смертний гріх (1980) — Моніка Гілберт
- Зорро, блакитний меч (1981) — Флоринда
- Супердівчина (1984) — Б'янка
- Паперові ляльки — (1984) — Джулія Блейк
- Вода (1985) — Долорес Твейтс
- Серце опівночі (1988) — Бетті Ріверз
- Маска червоної смерті (1990) — Елейн Харт
- Любовна історія (1994) — Нора Стілман
- У дзеркала два обличчя (1996).
- Санні (2002) — Мег
- Американський тато! (2005) — менеджерка стриптиз-клубу
- Частини тіла (2006) — Беатріс Медсен
- Ви не знаєте Джека (2010) — Марго Кеворк'ян, сестра Джека
- Кубо і легенда самурая (2016) — камео (голос)
- Одного разу в… Голлівуді (2019) — Мері Еліс Шварц
- І просто так (2021-(2022) — Глорія Маркетт

## Нагороди
- Еммі 1973 — «Найкраща акторка другого плану в комедії або вар'єте» («Форма речей»)
- Золотий глобус 1976 — «Найкраща акторка другого плану» («Одного разу мало»)